# Refuge d’Oukaimeden
Das Refuge d’Oukaimeden ist eine Schutzhütte der Sektion Casablanca des Club Alpin Français. Sie liegt im Hohen Atlas in der Region Marrakesch-Safi in Marokko.